# Fingerprince
Fingerprince è un album discografico del gruppo musicale statunitense The Residents, pubblicato nel 1977 dalla Ralph Records.

## Il disco
L'album venne registrato tra il 1974 e il 1976 ma pubblicato solo nel '77. Originariamente l'opera avrebbe dovuto essere un LP a tripla facciata intitolato Tourniquet of Roses, ma a causa delle ingenti spese di produzione, il progetto venne abbandonato e ridotto al consueto formato a due facciate. Il terzo lato venne comunque pubblicato in seguito nel 1979 sotto forma di EP con il titolo Babyfingers. Nel 1987, in occasione della ristampa in CD di Fingerprince, tutti i brani presenti in Babyfingers che originariamente dovevano far parte del progetto iniziale furono inclusi nell'album seguendo il corretto ordine di inserimento nella scaletta di ciascun brano.

### Struttura
Fingerprince e Babyfingers hanno una struttura similare: tutti e due possiedono una prima facciata costituita da canzoni brevi mentre sul secondo lato è presente un pezzo lungo ed elaborato. La traccia Walter Westinghouse, sull'EP, è una sorta di mini-opera, mentre Six Things to a Cycle in Fingerprince era stata originariamente concepita come un balletto. Il pezzo è simile ad un precedente brano concettuale di improvvisazione orchestrale inciso dai Residents intitolato Number One. I Residents crearono una versione accorciata del balletto per il disco e ne eseguirono dal vivo una versione ancor più breve chiamata Oh Mummy! Oh Daddy! Can't You See That It's True; What the Beatles Did to Me, "I Love Lucy" Did to You presentata come parte delle celebrazioni per il quinto anniversario della nascita della Rather Ripped Records nel giugno 1976. La traccia risente di numerose influenze quali la musica indonesiana (Gamelan), il movimento minimalista (Philip Glass, Steve Reich, ecc... ), e soprattutto, le opere di Harry Partch. Partch fu un compositore statunitense celebre per essersi inventato da solo propri strumenti, teoria, e linguaggio musicali. I Residents effettueranno esperimenti simili, utilizzando un linguaggio da loro ideato, non soltanto in Six Things to a Cycle, ma anche successivamente in Eskimo e The Big Bubble. La band riconoscerà pubblicamente l'influenza di Partch sulla propria musica con la canzone Death in Barstow, presente in Babyfingers, un riferimento alla morte di Partch avvenuta nel settembre 1974.

### Copertina
Sia in vinile che in CD, la copertina dell'album è stata pubblicata in due versioni differenti: a colori e in bianco e nero. L'attuale versione CD disponibile ricalca la copertina originale in bianco e nero della prima edizione in vinile.

## Tracce

### Versione originale LP (1977)
1. You Yesyesyes – 3:00
2. Home Age Conversation – 2:03
3. Godsong – 3:41
4. March de la Winni – 0:58
5. Bossy – 1:00
6. Boo Who? – 2:48
7. Tourniquet of Roses – 3:15
8. Six Things to a Cycle (parts 1-6) – 17:16
9. You Yesyesyes Again - 2:38

### Ristampa CD (1987) e successive
1. You yesyesyes  – 3:00
2. Home Age Conversation  – 2:03
3. Godsong – 3:41
4. March de la Winni – 0:58
5. Bossy – 1:00
6. Boo Who? – 2:48
7. Tourniquet of Roses – 3:15
8. Death in Barstow – 2:05
9. Melon Collie Lassie – 2:51
10. Flight of the Bumble Roach – 2:55
11. Walter Westinghouse  – 8:02
12. Six Things to a Cycle: Part 1. – 2:47
13. Six Things to a Cycle: Part 2. – 1:38
14. Six Things to a Cycle: Part 3. – 2:26
15. Six Things to a Cycle: Part 4. – 3:49
16. Six Things to a Cycle: Part 5. – 4:50
17. Six Things to a Cycle: Part 6. – 2:17
18. You Yesyesyes Again – 2:38 (1977 Remix)

## Formazione
- The Residents con ospiti:
- Snakefinger
- T. Logan
- D. Jackovich
- A. Deckbar
- Zeibak

### MP3
Le più recenti versioni in MP3 dell'album seguono la medesima scaletta dei brani del CD, ma hanno Six Things to a Cycle come unica traccia.